# El tráiler asesino
El tráiler asesino es una película de acción de 1985 dirigida por Alfredo Gurrola. Está protagonizada por Mario Almada, Fernando Almada y Alma Delfina.

## Trama
En una carretera aparecen cadáveres de gente atropellada. Una pareja que viaja en motocicleta es sacada de la carretera por un camión amarillo. La policía sospecha de Fernando debido a que sufre dolores de cabeza. Una agente de policía encuentra al asesino en su tráiler, pero éste la mata. Luego en el restaurante de su familia, su padre lo amenaza con delatarlo. El asesino se encoleriza, persigue a su padre y lo mata también. Por su parte, un grupo de camioneros persigue a su colega Remo creyendo que él es el homicida...

## Reparto
- Mario Almada como Mario
- Fernando Almada como Fernando
- Alma Delfina
- Norma Lazareno
- José Magaña como Juan Ramón
- Gerardo Vigil como Reno
- Enrique Lucero
- Bruno Rey
- Honorato Magaloni
- Álvaro Tarcisio
- Paco Mauri
- Renata Ramos Maza
- Clarissa Ahuet
- Karmen Erpenbach